# Jean Lelong
Jean Lelong, né le 1er février 1944 à Maisons-Alfort, est un ancien arbitre international français de handball.

## Biographie
Incorporé en 1962 aux Pompiers de Paris, Jean Lelong évolue à l'US Ivry.
C'est en 1976 qu'il commence à arbitrer avec son binôme Gérard Tancrez en championnat de France, avant d'être promus au grade international en 1980. Tous deux ont ainsi arbitré. 320 matchs internationaux, notamment au cours de treize championnats du monde (trois en groupe A), trois Jeux olympiques (Los Angeles en 1984, Séoul en 1988 et Barcelone en 1992), une finale de championnat du monde Espoirs et six finales de Coupes d'Europe
Parmi ces matchs, le duo a arbitré la finale aller de la Coupe des clubs champions féminine entre le Spartak Kiev et le Știința Bacău, disputée le 26 avril 1986 alors qu'a quelques kilomètres avait lieu la catastrophe nucléaire de Tchernobyl...